# DPI-221
DPI-221 je lek koji se koristi u naučnim istraživanjima. On je visoko selektivni agonist δ-opioidnog receptora, koji proizvodi konvulzije u manjoj meri nego drugi lekovi iz ove familije.

## Literatura
1. ↑  Holt, JD; Watson, MJ; Chang, JP; O'Neill, SJ; Wei, K; Pendergast, W; Gengo, PJ; Chang, KJ (2005). „DPI-221 4-((alpha-s)-alpha-((2s,5r)-2,5-dimethyl-4-(3-fluorobenzyl)-1-piperazinyl)benzyl)-N,N-diethylbenzamide: a novel nonpeptide delta receptor agonist producing increased micturition interval in normal rats”. The Journal of pharmacology and experimental therapeutics. 315 (2): 601—8. PMID 16020629. doi:10.1124/jpet.105.090498.

## Spoljašnje veze
|  | Molimo Vas, obratite pažnju na važno upozorenje u vezi sa temama iz oblasti medicine (zdravlja). |